# Harkujärve
Harkujärve is een plaats in de Estlandse gemeente Harku, provincie Harjumaa. De plaats heeft de status van dorp (Estisch: küla).
De plaats ligt aan het Harkumeer, dat zelf op het grondgebied van de gemeente Tallinn ligt. De plaats ontleent zijn naam aan het meer.

## Bevolking
Het dorp had 899 inwoners op 31 december 2011 en 787 inwoners op 31 december 2021.